# No Problem (Bresh)
No problem è un singolo del rapper italiano Bresh, pubblicato il 28 giugno 2019 come primo estratto dal primo album in studio Che io mi aiuti.

## Tracce
1. No problem – 3:37